# Билтой
Билтой (чечен. Билтой) — один из чеченских тайпов, сообщества которого входят в состав Нохчмахкахойцев (территориальные группы (тукхумы) чеченцев). Проживающие в Аухе считаются ауховцами. Родовым селом принято считать Бильты в Ножай-Юртовском районе Чеченской Республики.

## Расселение
Включает в свой состав населённые пункты: Ножай-Юрт, Билта, Хьочен ара, Рогӏа кӏажа, Айтин мохк, Чурча-ирзе, Була-хитӏа, Ишхой отар, Мехкаш тӏехьа, ГӀалийтӀа, Замай-юрт.
Сейчас члены общества Билтой проживают во многих населённых пунктах Чечни. Чеченский исследователь-краевед, педагог и народный поэт А. С. Сулейманов, зафиксировал представителей тайпа в следующих населённых пунктах: Айти-Мохк, Бердыкель, Аргун, Бачи-Юрт, Илисхан-Юрт, Мелчу-Хитӏа, Галайтӏа, Ишхой-Юрт, Йшхойн отар, Гвардейское, Мекен-Юрт, Толстой-Юрт, Старогладковская, Дубовская, Жугурта, Чурча ирзие, Ламте (хутор), Булан-су, Замай-юрт, Хьочен ара, Рогӏа кӏажа. Чеченский историк Зелимхан Тесаев, сообщает, о принадлежности к тайпу билтой ауховского села Билт-Аух, где они проживают и по ныне. Также представители тейпа Билтой проживают в Шали, Ойсхара, Урус-Мартан, Шалажи, Старая-Сунжа и станице Курдюковская.

## Состав
Тайп Билтой имеет три ветви (гара): Итт-бухой, Я-бухой, Зок-бухой.

## Этимология
Самая распространённая версия акцентируется только на одной части данного этнонима, т.е на части -той, тем самым, во-первых, разрушая целостность данного номена, во-вторых, перенося его семантику на конечный элемент (оставляя начало без каких либо объяснений), и, в завершении, сведя семантику предоставленного субэтнонима к значению совершенно отдельной и посторонней лексемы — той (пир), которая, сама по себе, при словообразовании в чеченском языке всегда занимает не конечную, а начальную позицию (той хӀотто, той даа и т. д.). Согласно такой интерпретации, Билтой означает — пирующие, веселящиеся, и т. д. Думаю, несостоятельность такого объяснения значения субэтнонима Билтой очевидна.
Известный в Чеченской Республике знаток фольклора и народной истории уроженец Нашхи Саламат Гаев представляет такую версию этнонима Билто: "Если стать напротив крепости ГӀарби-ГӀала, то справа от него на определенном расстоянии находится место под названием БилтогӀи, которое расшифровывается как «Билгал яьлла тогӀи (выявленная, определенная поляна)». Здесь раньше жили билтоевцы и отсюда они покинули Нашха. Слово «Билто — Это сокращенная форма от „Билгал яьлла тогӀи“. Такие сокращенные наименования практиковались часто.
Билтоевцы вышли из Нашха и пришли в Нохч-Мохк через местность ЧӀебарла». Однако вопрос, опять же, заключается в периоде заселения и интерпретации названия данной местности. К примеру, если придерживаться норм словообразования в чеченском языке, то более вероятный вариант расшифровки названия БилтогӀи будет Билтой тогӀи (поляна бильтоевцев), в котором наблюдается слияние двух слов в результате редуцирования окончании — й и дальнейшей ассимиляции, продиктованной схожестью окончания первого слова, то есть в слове Бил-то-й и начала второго слова то-гӀи. Такая форма словообразования типична не только для чеченского, но и для многих языков. Соответственно, можно предположить, что данная местность (тогӀи) сначала была заселена билтоевцами и, вследствие чего, потом получило название «БилтогӀи», то есть «Бил-то-й-то-гӀи». Для аналогии можно привести пример подобного слияния — Нохчмохк = Нохчийн-мохк (земля нохчи (чеченцев).

## История

### Салатавия
В числе тех, кто основал село Дылым (ныне районный центр Казбековского района), были чеченцы — выходцы из тайпа Билтой. Произошло это событие примерно 500 лет назад. Название села Дылым имеет чеченские корни. Оно трансформировалось от чеченского Дайн Лам — Гора Предков. Учитывая тот факт, что самое раннее присутствие чеченцев Билтой в пределах нынешнего Дылыма прослеживается не позднее, чем с XIV века, употребление термина «Дай-лам» (Гора отцов) в отношении главной высоты в округе села Дылым весьма логично.
Согласно Б. Г. Алиеву, еще до похода Тимура на Кавказ в Салатавии жили «ногайцы», под которыми, очевидно, подразумеваются тумены — жители монгольского военно-административного округа Тумен/Де-мен, возникшего на оккупированной территории Терско-Сулакского междуречья в XIII—XIV вв. Известно, что «тумены», или «тюмены» которые являются наследниками золотоордынского владычества в регионе, действительно тюмены причислялись позднее к ногайскому народу в качестве общества. По данным Б. Г. Алиева из-за постоянных нападений чеченцев ногайцы оставили селение Дылым, по мнению Тасаева под ними можно подразумевать тюменов.
Далее у Алиева следует «Билит-тайпа» в качестве первопоселенцев Дылыма. Следовательно, билтоевцы овладели указанной местностью не позже эпохи Золотой Орды, вытеснив оттуда каких-то тюркоговорящих поселенцев, отличных от кумыков, которых аварцы хорошо знают. Большинство исследователей колонизацию Ичкерии и прилегающей местности выходцами из Аргунского ущелья датируют XV в. Это означает, что билтой представляли более древнее вайнахское население в этих местах. Тогда и переселение аккинцев предстает в ином свете и может быть датировано, как минимум, до-тимуровским временем".

### 1989 г.
После разрушительных оползней в 1989 году представители тайпа из населённых пунктов Рогун-Кажа, Бильты и Мехкешты Ножай-Юртовского района были вынуждены переселиться на равнину, в результате чего они основали селение Бильтой-Юрт в Гудермесском районе. 

## Известные выходцы
- Бейбула́т (Бей-Булат) Тайми́ев (чечен. Тайми Биболт; 1779 год — 15 июля 1831 года) — чеченский политический и военный деятель конца XVIII — первой половины XIX века, руководитель национально-освободительного движения в Чечне (1802—1831) и народов Кавказа, участник Кавказской войны. А. С. Пушкин в своём очерке «Путешествие в Арзрум» называет его «грозой Кавказа».
- Тапа́ (Абду́л Меджи́д) Арцу́евич (Орцуевич) Чермо́ев (3 (15) марта 1882, Грозный, Терская область, Российская империя — 1936, Париж, по другим данным: 28 августа 1937, Лозанна) — один из политических деятелей на Северном Кавказе в 1917—1919 годах, нефтепромышленник.
- Салма́н Алхазу́рович Хасими́ков (род. 5 апреля 1953, Казахская ССР) — советский борец и реслер, многократный чемпион СССР, Европы и мира по вольной борьбе в тяжёлом весе, обладатель Кубка мира (1982), чемпион IWGP в тяжёлом весе в реслинге, Заслуженный мастер спорта СССР[26].
- Райко́м Хасимха́нович Дада́шев (род. 17 декабря 1950, Ошская область) — доктор физико-математических наук, профессор, действительный член Академии наук Чеченской Республики, вице-президент Академии наук Чеченской Республики.
- Байбетир-Хаджи — известный богослов и учёный.
- Юсуп-Хаджи Байбатыров — шейх, горский духовный и общественный деятель. Авторитетный чеченский шейх, сын шейха Байбатыр-Хаджи. Духовный глава общины ордена Накшбанди с центром в селе Хошкельды (Кошкельды). С конца 1917 г. — фактический глава чеченцев Качкалыка и Большой Чечни, один из руководителей Чеченского национального совета в Алдах (Алдынского совета). Поддерживал А. -М. Чермоева и Горское правительство. В 1919/1920 г. эмигрировал в Турцию. Умер в 1924 г. в Турции. В честь шейха названа мечеть в Кошкельды.
- Магомед-Салах Гадаев (6 декабря 1909, Чурч-Ирзу, Ножай-Юртовское сельское поселение — 24 декабря 1972) — чеченский поэт, писатель, драматург и учёный.